# Gottfried Galston
Gottfried Galston (Vienne, 31 août 1879 – Saint-Louis, 2 avril 1950) est un pianiste, compositeur, professeur et écrivain sur la musique autrichien d'origine juive.

## Biographie
Gottfried Galston étudie de 1892 à 1898, au Conservatoire de musique de la Société des amis de la musique à Vienne. De 1899 à 1900, il est l'élève en composition de Salomon Jadassohn à Leipzig et étudie ensuite quatre années le piano auprès de Theodor Leschetizky à Vienne. Dès 1900, il effectue de nombreuses tournée avec succès, à travers l'Australie et l'Amérique. À partir de 1903, il vit à Berlin, où il travaille jusqu'en 1905, en tant que professeur au Conservatoire Stern. De 1910 à 1918, il est marié avec la pianiste Sandra Droucker. Galston est l'ami et, par intermittence, assistant de Ferruccio Busoni. De 1910 à 1921, il vit à Planegg, près de Munich. Il poursuit ses nombreuses tournées internationales, notamment à La Haye (1909), à Paris (1911), à Odessa (1912) et de nouveau à Paris et à New York. En 1921, il s'installe à Berlin. En 1927, il est nommé professeur de piano au Saint-Louis Institute of Music.

## Œuvres
- Livre d'études : Bach, Beethoven, Chopin, Liszt, Brahms [d'après le] Cycle de 5 Piano Soirs 1907/1908 à Londres, Paris, Amsterdam, Berlin et Vienne. Berlin, Cassirer, 1910 Lire en ligne.
- Livre d'études 1. J. S. Bach. Munich: O. Halbreiter, Musikverl., 2. éd. 1921.
- Livre d'études 2. L. v. Beethoven. Munich: O. Halbreiter, Musikverl., 2. éd. 1921.
- Livre d'études 3. Fr. Chopin. Munich: O. Halbreiter, Musikverl., 2. éd. 1921.
- Livre d'études 4. Franz Liszt. Munich: O. Halbreiter, Musikverl., 2. éd. 1921.